# 小笠原信秀
小笠原 信秀（おがさわら のぶひで）は、江戸時代前期の越前国勝山藩の世嗣。通称は大膳。

## 略歴
初代藩主・小笠原貞信の次男として誕生。正室は掛川藩主・井伊直武の娘。
延宝7年（1679年）、兄・清信が廃嫡され、代わって嫡子となり徳川家綱に初御目見する。しかし、家督相続前の元禄6年（1693年）に死去した。
代わって長男・信辰が嫡子となり、のちに家督を相続した。